# باول شنايدر
باول شنايدر (بالإنجليزية: Paul Schneider)‏ (24 يونيو 1976 بلونغ آيلند في الولايات المتحدة - ) هو لاعب كرة قدم أمريكي في مركز الهجوم. لعب مع تامبا باي موتيني وMinnesota Thunder ‏ وASV Durlach ‏ وأتلانتا سيلفرباكس.

## وصلات خارجية
- باول شنايدر على موقع الدوري الأمريكي (الإنجليزية)
- باول شنايدر على موقع قاعدة بيانات كرة القدم.إي يو (الإنجليزية)